# 受胎告知の天使 (ドルチ)
『受胎告知の天使』(じゅたいこくちのてんし、仏: L'Ange de l'Annonciation、英: The Angel of the Annunciation）は、17世紀イタリア・バロック期の画家カルロ・ドルチが1653-1655年ごろにキャンバス上に油彩で制作した絵画である。1926年にサロモン・ド・ロチルド男爵夫人によりパリのルーヴル美術館に遺贈され、以降、同美術館に所蔵されている。この絵画は、同じくロチルド男爵夫人によりルーヴル美術館に遺贈された『受胎告知の聖母』と対をなしている。

## 作品
『新約聖書』中の「ルカによる福音書」(1章26-38) によれば、ナザレの聖母マリアの前に大天使ガブリエルが現れて、「おめでとう。恵まれた方。あなたは神の恵みにより、男の子を産みます。その子をイエスと名付けなさい」と告げる。マリアは大工のヨセフと結婚していたが、性的関係を持っていなかった。そのため、このお告げに戸惑ったが、聖霊の力で子が宿ったことを知ると、「お言葉どおり、この身になりますように」と答え、その事実を受け入れた。この主題が絵画に表される時は通常、純潔を示すユリの花、聖霊の化身であるハト、聖母マリアの書見台などが描かれる。

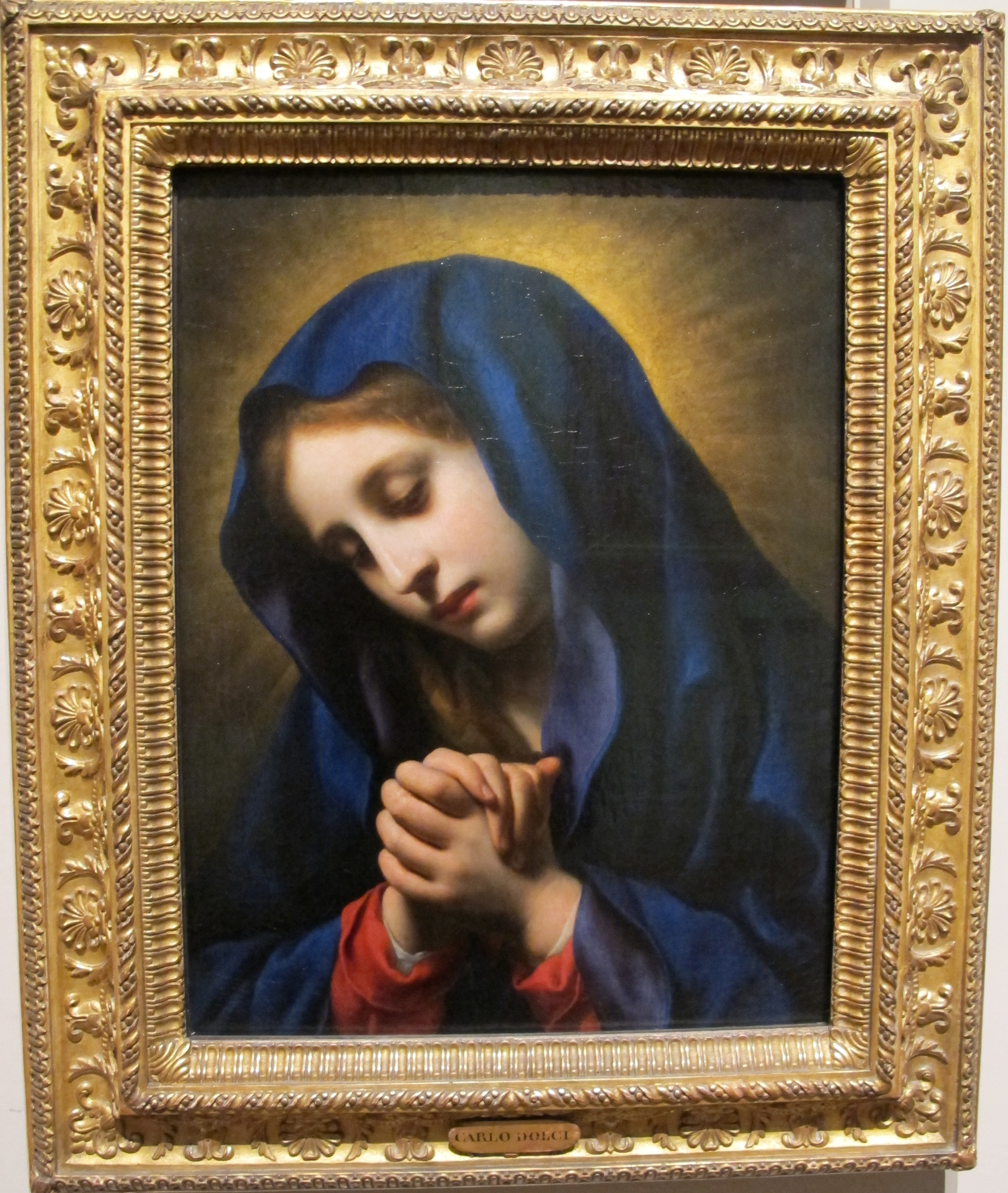
カルロ・ドルチ『受胎告知の聖母』 (1653-1655年ごろ?)、ルーヴル美術館、パリ

17世紀にカトリックと対立していたプロテスタントは、ほとんど聖母信仰を認めていなかった。一方、カトリックはそれを重視していたため、ドルチの本作はまさにバロック時代の産物である。フィレンツェ出身のドルチが制作した本作とその対作品『受胎告知の聖母』は、17世紀イタリアの活発で霊感に満ちた信心の傾向を示す模範的作例となっている。
ドルチは、その感触が伝わってくるような乳白色の柔らかい肌や、本作のガブリエルのような超自然的な存在をほのめかすことのできる彩色でよく知られている。また、彼は聖書の人物を信者に近づける対抗宗教改革時代の要請に従っているが、彼を大衆的な画家とするのは誤りである。この簡素な天使の姿を表す祈念画は、17世紀フィレンツェの貴族たちの趣味に適った洗練された絵画なのである。ドルチの庇護者の中には高名なメディチ家の最後の人物レオポルド・デ・メディチ枢機卿がいたが、枢機卿は文芸の庇護者、収集家、目利きを兼ね、才気ある精神を持つ人物であった。